# Adolf Graf von Spreti
Adolf Eugen Graf von Spreti SVD (* 17. Februar 1907 in München; † 3. Februar 1994 in Kösching) war ein deutscher Ordensgeistlicher.
Adolf Graf von Spreti war erstes von fünf Kindern aus der Ehe von Paul Graf von Spreti (1872–1956) und Katharina Schwankl (1882–1963). Er trat der Ordensgemeinschaft der Steyler Missionare bei, legte 1927 seine ersten und 1930 die ewigen Gelübde ab. 1931 empfing er die Priesterweihe und wurde zum dr. theol. promoviert.
Von Spreti war Provinzialsuperior der norddeutschen Ordensprovinz. Adolf Graf von Spreti war Generalsekretär der Gesellschaft des Göttlichen Wortes (Steyler Missionare), des zweitgrößten Missionsordens der katholischen Kirche, mit Sitz in Rom.
Er war seit 1975 Ehrenmitglied der katholischen Studentenverbindung KDStV Staufia Bonn im CV.

## Schriften (Ordenszeitschriften)
- Adolf Spreti: Arnold Janssen – Die Anregung 1976 31-34
- Adolf Spreti: Der selige Stifter und unsere Zeit. V'64, 97-101 und AJgh, 220-224
- Adolf Spreti: Die Verehrung des Unbefl. Herzens Mariä in unserer Gesellschaft. NV'85, 58-69
- Adolf Spreti: The Blessed Founder and Our Time, in AJyt, 293-297
- Adolf Spreti: El Padre Fundador y nuestros tiempos. In: AJah, 458-462
- Adolf Spreti: O Padre Fundador e os nossos tempos. In: AJoh, 406-410
- Adolf Spreti: Założyciel a nasze czasy. ZW 12/2000, 5 pp.